# Fåfängt söker jag uti mitt hjärta
Fåfängt söker jag uti mitt hjärta är en psalmtext med sex verser av A. J. Bäck.
Melodin i 4/4, d-moll komponerad av Emil Törnwall (1861–1926).

## Publicerad i
- Sions Sånger 1951 som nummer 51.
- Sions Sånger 1981 som nummer 10 under rubriken "Nyår".
- Sionsharpan 1993 som nummer 28 under rubriken "Nyår".